# Йолинг, Герард
Герард Ян Йолинг (нидерл. Gerard Jan Joling; род. 28 апреля 1960, Алкмар, Северная Голландия) — нидерландский певец и телеведущий.
Герард прославился в начале 80-х, в Нидерландах с синглами Ticket to the Tropics, Love is in Your Eyes и No More Boleros. Последний принёс ему международный успех и в Европе и на азиатском континенте.
В 1988 году Йолинг представлял свою страну на конкурсе песни Евровидение с песней Shangri-La, где занял 9-е место с 70 баллами.
В 2000-е годы Герард стал выступать в качестве ведущего и приглашённого судьи различных музыкальных конкурсов на нидерландском телевидении.
В 2009 году Йолинг должен был вновь представлять Королевство на Евровидении, на сей раз в Москве, но осенью 2008-го сломал обе руки, катаясь на лыжах, и был заменён на трио De Toppers.